# Vláda Ingridy Šimonytėové
Vláda Ingridy Šimonytėové je úřadující litevská vláda. Premiérka Ingrida Šimonytėová byla jmenována do funkce litevským parlamentem 24. listopadu 2020, dne 11. prosince pak prezident Litvy Gitanas Nausėda jmenoval ostatní členy kabinetu. Koaliční vládu tvoří premiérka a 14 ministrů z Vlasteneckého svazu (10 členů, z nichž jsou 2 nestraníci, včetně premiérky), Liberálního hnutí (2 členové) a Strany svobody (3 členové, z nichž je 1 nestraník). Ve 141členném parlamentu disponoval kabinet většinou 73 poslanců.

## Okolnosti vzniku
V parlamentních volbách v roce 2020 zaznamenal Vlastenecký svaz výrazné vítězství se ziskem 25,77 % hlasů před druhou Unií rolníků a zelených (18,07 %) dosavadního premiéra Sauliuse Skvernelise. Koaliční partneři Skvernelisovy vlády (Sociálně demokratická strana Litvy a Volební akce Poláků v Litvě – Aliance křesťanských rodin) se nedostali do parlamentu a sám Skvernelis čelil kritice kvůli růstu nezaměstnanosti a rostoucímu zadlužení v souvislosti s pandemií covidu-19. To umožnilo politickou změnu a sestavení koaliční vlády Vlasteneckého svazu s dvěma menšími liberálními stranami.

## Složení vlády
| Úřad                                      | Člen vlády                     | Strana | Strana           | Funkční období    | Funkční období    |
| Úřad                                      | Člen vlády                     | Strana | Strana           | Nástup do úřadu   | Odchod z úřadu    |
| ----------------------------------------- | ------------------------------ | ------ | ---------------- | ----------------- | ----------------- |
| Předsedkyně vlády                         | Ingrida Šimonytėová            |        | nestr. za TS–LKD | 11. prosince 2020 | 12. prosince 2024 |
| Ministr zemědělství                       | Kęstutis Navickas              |        | TS–LKD           | 11. prosince 2020 | 5. srpna 2024     |
| Ministr zemědělství                       | Kazys Starkevičius             |        | TS–LKD           | 13. srpna 2024    | 12. prosince 2024 |
| Ministr kultury                           | Simonas Kairys                 |        | LRLS             | 11. prosince 2020 | 12. prosince 2024 |
| Ministryně hospodářství a inovací         | Aušrinė Armonaitė              |        | LP               | 11. prosince 2020 | 12. prosince 2024 |
| Ministryně školství, vědy a sportu        | Jurgita Šiugždinienė           |        | TS–LKD           | 11. prosince 2020 | 23. května 2023   |
| Ministryně školství, vědy a sportu        | Gintautas Jakštas              |        | Nezávislý        | 4. července 2023  | 10. dubna 2024    |
| Ministryně školství, vědy a sportu        | Radvilė Morkūnaitė-Mikulėnienė |        | TS–LKD           | 27. června 2024   | 12. prosince 2024 |
| Ministr energetiky                        | Dainius Kreivys                |        | TS–LKD           | 11. prosince 2020 | 12. prosince 2024 |
| Ministr životního prostředí               | Simonas Gentvilas              |        | LRLS             | 11. prosince 2020 | 12. prosince 2024 |
| Ministryně financí                        | Gintarė Skaistė                |        | TS–LKD           | 11. prosince 2020 | 12. prosince 2024 |
| Ministr zahraničních věcí                 | Gabrielius Landsbergis         |        | TS–LKD           | 11. prosince 2020 | 12. prosince 2024 |
| Ministr zdravotnictví                     | Arūnas Dulkys                  |        | nestr. za TS–LKD | 11. prosince 2020 | 5. srpna 2024     |
| Ministr zdravotnictví                     | Aurimas Pečkauskas             |        | nestr. za TS–LKD | 13. srpna 2024    | 12. prosince 2024 |
| Ministryně vnitra                         | Agnė Bilotaitė                 |        | TS–LKD           | 11. prosince 2020 | 12. prosince 2024 |
| Ministryně spravedlnosti                  | Evelina Dobrovolska            |        | LP               | 11. prosince 2020 | 12. prosince 2024 |
| Ministr obrany                            | Arvydas Anušauskas             |        | TS–LKD           | 11. prosince 2020 | 25. března 2024   |
| Ministr obrany                            | Laurynas Kasčiūnas             |        | TS–LKD           | 25. března 2024   | 12. prosince 2024 |
| Ministryně sociálního zabezpečení a práce | Monika Navickienė              |        | TS–LKD           | 11. prosince 2020 | 13. června 2024   |
| Ministryně sociálního zabezpečení a práce | Vytautas Šilinskas             |        | TS–LKD           | 27. června 2024   | 12. prosince 2024 |
| Ministr dopravy a spojů                   | Marius Skuodis                 |        | nestr. za LP     | 11. prosince 2020 | 12. prosince 2024 |